# Marion (Virginia)
Marion è una città della Contea di Smyth, Virginia, USA. La popolazione era di 6.349 abitanti al censimento del 2000. Il nome deriva da un ufficiale della Guerra d'indipendenza americana, Francis Marion.